# Hohenwarsleben
Hohenwarsleben este o comună din landul Saxonia-Anhalt, Germania.